# Waterstofastatide
Waterstofastatide is een anorganische verbinding van astaat, met als brutoformule HAt. Het is een zeer zeldzame verbinding, omdat astaat een extreem zeldzaam element is en bovendien sterk radioactief is. De verbinding bestaat uit een waterstofatoom dat via een covalente binding verbonden is met astaat.

## Eigenschappen
De chemische eigenschappen van de verbinding zijn vergelijkbaar met die van de andere vier waterstofhalogeniden. Door de lange binding tussen beide atomen is waterstofastatide een extreem sterk zuur. Het gebruik van waterstofastatide zou echter sterk belemmerd worden door de spontane ontleding in de samenstellende elementen en door de hoge radioactiviteit van astaat. Omdat beide atomen qua elektronegativiteit bijna niet verschillen en omdat het astatinium-ion (At+) reeds is waargenomen, kan de ontleding van de verbinding als volgt worden opgevat:
{\displaystyle {\ce {2HAt -> H+ + At- + H- + At+ -> H2 + At2}}}
De ontleding resulteert in vorming van waterstofgas en een neerslag van astaat.
De verbinding bezit een berekend dipoolmoment van 0,06 D, waarbij de negatieve partiële lading op waterstof is gelokaliseerd. Daarom is het beter om van astaathydride te spreken. Deze polarisatie verklaart eveneens het instabiele karakter van de verbinding.
Waterstoffluoride · Waterstofchloride · Waterstofbromide · Waterstofjodide · Waterstofastatide